# Novigradski statut
Novigradski statut (tal. Statuto Municipale della citta di Cittanova) je općinski statut grada Novigrada. Izvornik je napisan 1754. godine, a prema podacima Luigia Parentina, Statuti di Cittanova, Atti e memorie - Societa Istriana di Archeologia e Storia Patria, XVI (1966), izvornik datira od tri stoljeća prije, od 1402. godine).
Statutski zapisi su na mletačkom idiomu. Ukupono je 358 papirnatih listova u statutu.
Primjerci ovog statuta nalaze se u nacionalnoj knjižnici sv. Marka u Veneciji (pergamenski kodeks iz 16. st.), a transkripcija ovog primjerka objavljena je 1851. i 1966. (Pietro Kandler, Luigi Parentin). Državni arhiv u Pazinu drži pohranjeni prijepis izvornika iz 1754. godine.